# Трайлок'яраджа
Шримат Трайлок'яраджа Вармадева  (*д/н — після 1183) — магараджа Мелаю, що започаткував новий період її піднесення. З санскриту ім'я Трайлок'яраджа як «правитель трьох світів».

## Життєпис
Походив з династії Маулі (Маулібхусана), походження якої ще достатньо не вивчена. За різними версіями була новою династією держави, або гілкою попередньої. Основна згадка про нього розміщена на написі Грахі в південному Таїланді, який датується 1183 роком, а також пов'язується з ім'ям магараджи Дгармасрая в 1286 році на основі напису Паданг Роко. Тому дослідники вважають, що за панування Трайлок'яраджи відбулося відродження незалежності Мелаю з огляду на занепад імперії Шривіджая. Припускають, що Мелаю за його панування поступово встановило зверхність над раджанатами та племенами центральної Суматри, що до того були васалами Шривіджаї. 
Можливо був засновником  нової столиці — Дгармасрая. Втім щодо попередників та наступника Трайлок'яраджи, а також тривалості панування відомості відсутні.